# Púlsar del Cranc
El púlsar del Cranc (PSR B0531+21 o PSR J0534+2200) és una estrella de neutrons relativament jove, descoberta l'any 1969; està situada a la nebulosa del Cranc. Té uns 25 km de diàmetre i els "raigs" del púlsar giren cada 33 mil·lisegons, o 30 vegades cada segon.
El flux de vent relativista de l'estrella de neutrons genera emissions sincrotró, que produeixen la major part de les emissions de la nebulosa, que compren des d'ones de ràdio fins a raigs gamma. La característica més rellevant, des de la punt de vista de la dinàmica, de la part interior de la nebulosa és la zona on el vent equatorial del púlsar topa amb els voltants de la nebulosa, produint-se una situació de xoc terminal. La forma i la posició d'aquest esdeveniment canvia molt ràpidament, i el vent equatorial es mostra amb una sèrie de formes espirals que s'eleven, s'il·luminen, i després s'atenuen a mesura que s'allunyen del púlsar en direcció al cos principal de la nebulosa. El període de rotació del púlsar redueix el seu temps 38 nanosegons per dia a causa de les grans quantitats d'energia que porta el vent del pulsar.
La nebulosa del Cranc s'usa sovint com una font de calibratge en l'astronomia de raigs-X. És molt brillant en raigs X i la densitat del flux i l'espectre electromagnètic són constants conegudes, amb l'excepció del mateix púlsar. Aquest proporciona un intens senyal de manera periòdica que s'usa per comprovar la sincronització dels detectors de raigs X. En l'astronomia de raigs X, el cranc i el miliCanc són referències usades, en determinats moments, com a unitats de densitat de flux. Un mil·licranc correspon a una densitat de flux de prop de 2,4x10-11 erg s-1 cm−2 (200 MW m−2) en la banda de Raig X de 2–10 keV, per a un espectre de raig X similar al "cranc", que és aproximadament un power law en energia fotònica, I(E)=9.5 E-1.1. Molt poques fonts de raigs X superen un "cranc" de brillantor.

Una pel·lícula de moviment lent del púlsar del Cranc;
es mostra el pols brillant i l'interpols més dèbil.
Està realitzada a una longitud d'ona 800 nm,
amb una càmera Lucky Imaging de la Universitat de Cambridge.

Observacions més recents han suggerit que el púlsar del Cranc pot tenir un camp magnètic excepcionalment complex, amb quatre pols en comptes dels dos habituals, possiblement com a resultat de la implosió, que va desenvolupar-se d'una manera asimètrica, de l'estrella progenitora quan el púlsar es va formar per primer cop. El mateix conjunt d'observacions van suggerir que com el pols de radi principal que ve del púlsar dura només 0,4 nanosegons, és emès des d'un núvol de plasma en la superfície de l'estrella de neutrons, i a només 12 cm, que representa la característica més petita mai no observada en astronomia.